# Удзлоури
Удзлоури (груз. უძლოური) — село в Грузии, на территории Хонийского муниципалитета края (мхаре) Имеретия.

## География
Село находится в западной части Грузии, к востоку от реки Цхенисцкали, на расстоянии 12 километров к северо-востоку от города Хони, административного центра муниципалитета. Абсолютная высота — 257 метров над уровнем моря.

## Население
По результатам официальной переписи населения 2014 года, в Удзлоури проживало 19 человек (11 мужчин и 8 женщин). В национальной структуре населения грузины составляли 100 %.
| Год  | Население, человек |
| ---- | ------------------ |
| 2002 | 70                 |
| 2014 | ↘ 19               |